# 詹姆斯·比克福德
詹姆斯·比克福德（英語：James Bickford，1912年11月2日—1989年10月3日），美国男子雪车运动员。他曾代表美国参加1936年、1948年、1952年和1956年冬季奥林匹克运动会雪车比赛，其中1948年冬季奥运会获得一枚铜牌。